# Pleiospilos compactus subsp. minor
Pleiospilos compactus subsp. minor, una subespecie de  Pleiospilos compactus, es una planta suculenta perteneciente a la familia de las aizoáceas. Es originaria de Sudáfrica

## Descripción
Es una pequeña planta suculenta perennifolia, que alcanza un tamaño de 3 cm de altura. Se encuentra a una altitud de 440 - 960 metros en Sudáfrica.

## Sinonimia
- Pleiospilos minor L.Bolus[1][2]